# ساوت کیلوینگتون
ساوت کیلوینگتون (به انگلیسی: South Kilvington) یک روستا و محله مدنی در بریتانیا است که در همبلتون واقع شده‌است. ساوت کیلوینگتون ۲۴۳ نفر جمعیت دارد.